# Noelle Barahona
Noelle Barahona Neder, née le 30 novembre 1990 à Santiago, est une skieuse alpine chilienne. 

## Biographie
Son père Juan a participé aux épreuves de voile aux Jeux olympiques d'été de 1984.
Pour sa première année de compétition au niveau international, Noelle Barahona est la plus jeune athlète à participer aux Jeux olympiques d'hiver de 2006. Elle y est 30e du combiné.
Aux Jeux olympiques d'hiver de 2010, elle est 28e du super-combiné, 34e de la descente, 35e du super G, 41e du slalom et abandonne le slalom géant.
Aux Jeux olympiques d'hiver de 2014, à Sotchi, elle est 34e de la descente, 41e du slalom géant et abandonne le super-combiné et le slalom.
Elle fait ses débuts en Coupe du monde en novembre 2014 à Val d'Isère, où elle enregistre son meilleur résultat avec une 37e place au super G.
Aux Jeux olympiques d'hiver de 2018, à Pyeongchang, elle est 25e de la descente (son meilleur résultat en quatre éditions), 39e du super G et abandonne le combiné et le slalom géant. Il s'agit de sa dernière compétition internationale.
Elle a pris part à quatre éditions des Championnats du monde, en 2009, 2013, 2015, où elle obtient son meilleur résultat : 22e sur le super-combiné et 2017.
Au niveau continental, elle remporte trois fois le classement général de la Coupe d'Amérique du Sud en 2015, 2016 et 2018 et y gagne sept courses.

## Palmarès

### Jeux olympiques
| Épreuve / Édition | Turin 2006 | Vancouver 2010 | Sotchi 2014 | Pyeongchang 2018 |
| Descente          |            | 34e            | 34e         | 25e              |
| Super G           |            | 35e            |             | 39e              |
| Slalom géant      |            | Abandon        | 42e         | Abandon          |
| Slalom            |            | 41e            | Abandon     |                  |
| Combiné           | 30e        | 28e            | Abandon     | Abandon          |

### Championnats du monde
| Épreuve / Édition          | Descente | Super G | Slalom géant | Slalom  | Super combiné |
| Mondiaux 2009 Val d'Isère  |          | 37e     | 54e          | 39e     |               |
| Mondiaux 2013 Schladming   | -        | -       | 57e          | Abandon | -             |
| Mondiaux 2015 Beaver Creek | 35e      | 33e     | 47e          | 53e     | 22e           |
| Mondiaux 2017 Saint-Moritz | 36e      | 38e     | 57e          | -       | Abandon       |